# Widmarkova metoda
Widmarkova metoda je přesnou a spolehlivou analytickou metodou pro zjištění aktuální koncentrace ethanolu v krvi. Díky své jednoduchosti a citlivosti je zařazena mezi rutinní práce v laboratoři a zároveň je její princip využit i při dechové zkoušce, kde se indikuje vydechovaný ethanol na základě změny barvy trubičky.

## Princip metody
Princip metody spočívá v oxidaci ethanolu známým nadbytkem dichromanu draselného v kyselině sírové a přebytek dichromanu se následně stanoví jodometrickou titrací.
Nevýhodou této metody je ovšem její nespecifičnost, redukující vlastnosti ethanolu mají totiž také jiné látky - aceton, acetaldehyd apod. Ze stejného důvodu není možné před odběrem provádět dezinfekci ethanolem. Výsledkem by bylo zkreslení měření a vyšší koncentrace ethanolu v krvi pacienta.